# 한나마리아 세팰래
한나마리아 세펠레(핀란드어: Hanna-Maria Seppälä, 1984년 12월 13일 ~ )는 핀란드의 수영 선수로 2003년 바르셀로나 세계 수영 선수권 대회 자유형 100m에서 우승했다. 한나 마리아는 5세때 수영을 시작했고 10세때 국내 대회에서 주니어 팀에 입단했다. 1999년에 그녀는 유럽 주니어 선수권 대회 자유형 50m 부문에서 동메달을 획득했다.